# Brazilska kopnena vojska
Brazilska kopnena vojska (portugalski: Exército Brasiliero) je kopnena komponenta Oružanih snaga Brazila. Brazilska vojska je sudjelovala u nekoliko međunarodnih sukoba, većinom u Južnoj Americi tijekom 19. stoljeća, kao što su Brazilski rat za neovisnost (1822. – 23.), Urugvajski rat (1864. – 65.), Paragvajski rat (1864. – 70.) i drugi. Sudjelovala je i na strani saveznika u Prvom i Drugom svjetskom ratu.
Po brazilskom ustavu brazilska vojna policija snage 400.000 ljudi je rezerva za glavne snage vojske, ali u praksi je odvojena grana brazilske vojske.

## Vanjske poveznice
- (port.) Ministarstvo obrane Brazila - Službena stranica
- (port.) Službena stranica Brazilske kopnene vojske
- (port.) Official Brazilian Army Aviation Command Website  Arhivirana inačica izvorne stranice od 9. svibnja 2007. (Wayback Machine)